# Julio Herrera y Obes

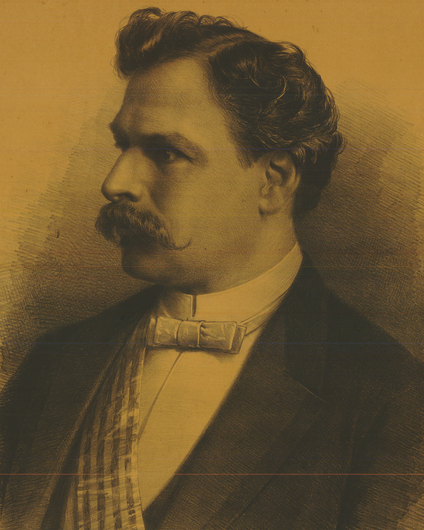
Julio Herrera y Obes

Julián Basilio Herrera y Obes Martínez (* 9. Januar 1841 in Montevideo; † 6. August 1912 ebenda) war ein uruguayischer Politiker, Rechtsanwalt und Journalist.

## Leben
Er gehörte der Partido Colorado an und war 1872 unter Tomás Gomensoro Außenminister von Uruguay. Er saß vom 15. Februar 1873 bis zum 19. Januar 1875 als Abgeordneter für das Departamento Montevideo in der Cámara de Representantes. Anschließend befand er sich bis 1880 im Exil. Julio Herrera y Obes war Berater Máximo Tajes', dem er als erster ziviler Präsident nach der Militärdiktatur (1875–1890) nachfolgte. Er hatte das Präsidentenamt vom 1. März 1890 bis zum 1. März 1894 inne. Während dieser Zeit wollte er die Stellung der Exekutive gegenüber der der Legislative stärken. Diese Politik wurde jedoch von einem Teil der Colorados unter Führung von José Batlle y Ordóñez, dem Sohn des früheren Präsidenten Lorenzo Batlle y Grau, abgelehnt. 1894 wurde, nachdem zwischenzeitlich Duncan Stewart die Funktion des Interims-Präsidenten von Uruguay übernommen hatte, nach heftigen internen Debatten Juan Idiarte Borda zum Nachfolger von Julio Herrera y Obes gewählt. Vom 9. Februar 1895 bis zum 4. Januar 1897 und erneut vom 10. Februar 1897 bis zum 4. Februar des Folgejahres übte er ein Mandat als Senator aus und repräsentierte in dieser Funktion das Departamento Soriano im Senat. In der Folgezeit ging er erneut für einige Jahre ins Exil. Julio Herrera y Obes, der der Onkel von Julio Herrera y Reissig ist, arbeitete im Rahmen seiner journalistischen Tätigkeit unter anderem als Redakteur für die Zeitungen Revista Literaria und El Chubasco.